# Cercomantispa paolina
Cercomantispa paolina är en insektsart som först beskrevs av Navás 1930.  Cercomantispa paolina ingår i släktet Cercomantispa och familjen fångsländor. Inga underarter finns listade i Catalogue of Life.